# Ханенко, Богдан Иванович
Богда́н Ива́нович Хане́нко (1849—1917) — украинский промышленник, коллекционер, меценат, камергер (1913), действительный статский советник (1914).

## Биография
Родился в семье коллежского секретаря Ивана Ивановича Ханенко из известного дворянского рода и Екатерины Богдановны Нилус, дочери генерала Богдана Богдановича Нилуса, кавалера ордена Святого Георгия IV класса.
Среднее и высшее образование Богдан Ханенко получил в Москве — сначала окончил Первую гимназию, потом (1871) юридический факультет Московского университета со степенью кандидата права. В 1873 году Богдан Иванович Ханенко переехал в Петербург, где начал службу в департаменте юстиции на посту мирового судьи. В 1874 году женился на Варваре Николаевне Терещенко. В своих мемуарных записках он вспоминал, что округ, где он служил, располагался поблизости от известного Апраксиного подворья, где торговали антиквариатом. Именно к этому времени Ханенко относит первые личные знакомства с петербургскими антикварами и первый интерес к коллекционированию. Именно в Петербурге были приобретены полотна итальянцев Ладзарини, Франческини, Либери, Рупполи, голландца Веникса, нидерландца П. Брейгеля Младшего. Сам он писал:

Я довольно близко сошелся с пейзажистом Шишкиным, бывал у Крамского, встречался с Айвазовским, Риццони, Куинджи… Я заинтересовался российской живописью, стал посещать выставки картин, ходил в мастерские художников и начал присматриваться к их работам… Передо мной открывался новый мир, и с тех пор призвание мое определилось, — я уже бесповоротно принялся изучать старинную живопись и убедил себя собирать произведения.
— [www.interesniy.kiev.ua/znamenitye-kievlyane/kuptsy-remeslenniki-biznesmeny/suprugi-hanenko-velikie-neizvestnye Супруги Ханенко. Великие неизвестные.]
В 1876 году Ханенко был назначен членом Варшавского окружного суда. Семья выезжает в Польшу. В это время был продолжен сбор коллекции. Супруги регулярно выезжали на аукционы в Вену, Мадрид, Рим, Берлин. Покупали полотна и предметы старины, скульптуры, изделия художественной промышленности, античной культуры, искусство Ближнего и Дальнего Востока. Отдавалось предпочтение живописцам Нидерландов, Фландрии, Голландии, а также итальянским мастерам конца XIV—XVIII веков. Около 100 ценных, уникальных полотен, значительная часть скульптурных произведений и изделий прикладного искусства были приобретены из выставленных на распродажу в Риме и Флоренции известных семейных собраний принца Боргезе, герцога С. Е. ди Вердуа, графа Л. Паар, Л. Борг де Бальзан, М. А. Альберичи и других. Ценнейшим пополнением коллекции стали полотна живописцев эпохи раннего Возрождения, Ф. Чезаре, Дж. Рейнолдса, Ф. Сурбарана, а также «Портрет инфанты Маргариты» Д. Веласкеса, уникальный диптих «Поклонение волхвов». Он постоянно учился сам и пользовался консультациями известнейших отечественных и европейских искусствоведов, вёл переписку с Остроуховым, Василием Щавинским, Боде, де Гроотом.
Выйдя в отставку в 1881 году, Ханенко поселился с женой в Киеве. Дом на Алексеевской улице (№ 15), который перешёл в 1888 году от отца Варваре Ханенко был построен по проекту архитектора Р. Ф. Мельцера. Интерьеры дома, их архитектурно-художественное стилевое решение формировалось в течение 1889—1895 годов по эскизам М. Врубеля, В. Котарбинского и Мельцера был неповторим. Ханенко в Киеве становится знаменитой фигурой в финансовых и торговых кругах. Здесь он принимал участие в работе многочисленных коммерческих организаций и просветительских учреждений, в частности, был главой (с 1892) Южно-Русского общества поощрения земледелия и сельской промышленности («Земледельческий синдикат»), возглавлял (с 1896) правление Общества свекольно-сахарных и рафинадных заводов братьев Терещенко, Общество по распространению коммерческого образования, Киевский комитет торговли и мануфактур, входил в управления нескольких киевских банков; в начале 1890-х годов — член Всероссийского товарищества сахарозаводчиков, Киевского Биржевого товарищества.
Его супруга, Варвара Николовна была одной из первых собирательниц древнерусских икон, наряду с Остроуховым, С. П. Рябушинским, П. И. Харитоненко, Е. Е. Егоровым, Г. М. Прянишниковым.
В 1891 году для быстро растущего художественного собрания была сделана двухэтажная пристройка (архитектор А. Кривошеев), вследствие чего, изначальный вид главного фасада особняка претерпел изменения, а между окнами второго этажа появилось рельефное изображение герба рода Ханенко.
В 1894 году в Киеве было принято решение о создании городского музея; собравшись вместе с представителями власти меценаты Тарновский, Терещенки, Бродские, Василий Симиренко, историки Лазаревский и Антонович наделили Ханенко главными полномочиями в деле по созданию музея. Составив устав музея, он возглавил строительный комитет, лично хлопотал по вопросам музея перед Николаем II (после чего, царь выделил 50000 рублей из казны на строительство музея, остальную часть дособирал Ханенко с меценатов Украины), проводил раскопки своими силами и за свои средства в Киевской губернии для пополнения будущего музея экспонатами. 21 сентября 1887 года, было торжественно заложено здание городского музея, а в 1904 году музей освятили. Здание музея разработал архитектор Владислав Городецкий по проекту П. Бойцова. В день открытия Киевский художественно-промышленный и научный музей (сейчас — Национальный художественный музей Украины) имел 3145 экспонатов, личные экспонаты супругов Ханенко в музее оценивались в 134000 рублей.
В 1906—1912 годах Б. И. Ханенко — выборный член Государственного Совета от промышленников. В 1916—1917 годах был членом совета Санкт-Петербургского частного коммерческого банка. Член партии октябристов.
В 1913 году Ханенко купил у Ольги Терещенко унаследованный ею дом № 13, перевёл его на имя Варвары Ханенко и построил вместо трёхэтажного большой шестиэтажный доходный дом, второй этаж которого (соединённый с № 15 дверями — позже заложенными) предназначался для расширения экспозиции коллекции. Однако, начало мировой войны и последующие политические события помешали осуществлению этого замысла. Первая мировая война заставила Ханенко в 1915 году, эвакуировать наиболее значительную часть коллекции в Москву, в Исторический музей. Богдан Иванович Ханенко, тяжело и долго болел, в 1916 году у него обострилась эмфизема лёгких, он составил завещание, по которому коллекция передавалась в дар Киеву; в 1917 году было составлено ещё одно завещание, — перед смертью Ханенко завещал все свои капиталы музею в Киеве. В том же 1917 году его жена, Варвара Николаевна, возвратила коллекцию из Москвы. После освобождения Киева, по дарственной от 15 декабря 1918 года Варвары Ханенко, их коллекция была передана УАН (Государственный музей западного и восточного искусства).
Похоронены Богдан Иванович и Варвара Николаевна Ханенко (умерла в 1922 году) у стен Михайловской церкви
на кладбище Выдубицкого монастыря.
Среди первых научных сотрудников музея Ханенко были известные учёные, искусствоведы: Георгий Лукомский, Николай Макаренко (1887—1938), Борис Рерих (1885—1945), Сергей Гиляров. В советское время состав коллекции супругов Ханенко претерпел значительные изменения: многие памятники и архив Ханенко были безвозвратно утеряны. В то же время, за счёт слияния частных коллекций, собрание музея возросло более чем в 13 раз — с 1250 произведений до почти 17000. Около 2000 экспонатов выставлено в постоянной экспозиции музея.
В 2019 году вышла монета в честь Богдана Ханенка.

## Труды
- Собрание картин итальянской, испанской, фламандской, голландской и др. школ. Киев : тип. С. В. Кульженко, 1899.
- Древности Приднепровья : Вып. 1-6. Киев : фототипия и тип. С. В. Кульженко, 1899—1907.
- Древности русские, кресты и образки : Вып. [1]-2. Киев : фототипия и тип. С. В. Кульженко, 1899—1900.